# Москаленко Михайло Миколайович
Михайло Миколайович Москаленко (нар. 10 серпня 1946, с. Олександрівка Вознесенського району Миколаївської області) — український політик, голова Миколаївської обласної ради з 30 березня 2001 до травня 2006 р. Член Народної партії.

## Життєпис
Народився 10 серпня 1946 року в селі Олександрівка Вознесенського району Миколаївської області. Українець.
Закінчив Мелітопольський інститут механізації і електрифікації сільського господарства (1964—1969), за фахом інженер-механік.
До навчання в інституті, з 1961 до 1964 р. працював різноробочим у колгоспі імені Щорса Вознесенського району. Після закінчення інституту — головний інженер колгоспу «Заповіт Ілліча» Вознесенського району (1969 — 1974).
У 1974 — 1975 — головний інженер, у 1975 — 1978 — заступник голови колгоспу ім. Димитрова Вознесенського району.
З 1978 до 1980 — голова колгоспу «Заповіт Ілліча» Вознесенського району.
У 1980 — 1983 — голова колгоспу імені Жданова Вознесенського району.
З 1983 до 1985 — голова Вознесенського райвиконкому.
У 1985 — 1988 — перший секретар Кривоозерського районного комітету КПУ.
З 1988 до 1991 — перший секретар Вознесенського міського комітету КПУ.
У 1991 — 1993 — заступник начальника управління сільського господарства Вознесенського райвиконкому.
У 1993 — 2001 — начальник Вознесенського управління зрошувальних систем.
З 2001 до 2006 — голова Миколаївської обласної ради.
Перед парламентськими виборами 2006 р. був кандидатом в народні депутати України від Народного блоку Литвина, N 119 в списку. Блок до Верховної Ради не потрапив.
У 2010 р. входив до ради старійшин при голові Миколаївської обласної державної адміністрації

## Нагороди та звання
- Державний службовець першого ранґу (червень 2001)[2].
- Заслужений працівник сільського господарства України (серпень 2004)[3].
- Нагороджений Почесною Грамотою Верховної Ради України.
- Відзнака Президента України — ювілейна медаль «25 років незалежності України» (2016).[4]

## Родина
Батько Микола Павлович (1904—1998); мати Ніна Юхимівна (1911—1983); дружина Ніна Андріївна (1949) — завідувачка загального відділу Вознесенської районної державної адміністрації; син Олег (1971) — начальник відділу маркетинґу Вознесенського шкіряного виробничого об'єднання; син Андрій (1978) — інспектор відділу примусового стягнення податків Вознесенської податкової міліції.